# Metro quíntuple

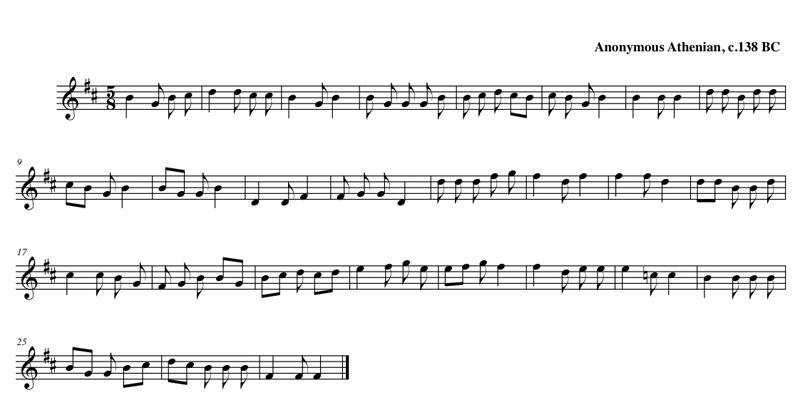
Transcripción del comienzo del primer himno délfico a Apolo, de Athenaeus

El metro quíntuple, metro quinario o tiempo quíntuple es un metro musical caracterizado por cinco golpes de tiempo en una medida. Los patrones de golpes de tiempo más comunes son: fuerte-débil-medio-débil-débil, fuerte-débil-débil-medio-débil, y fuerte-débil-débil-medio-débil.
Los patrones pueden usar cualquier otra combinación, incluyendo cinco tiempos igualmente fuertes en cada compás, en que cada uno consiste en un acento y un no-acento. Al igual que los metros dúples, triples y cuádruples más comunes, puede ser simple, con cada pulso dividido a la mitad, o compuesto, con cada golpe de tiempo dividido en tres partes. Las marcas de compás más comunes para el metro quíntuple simple son 5/4 y 5/8 y el metro quíntuple compuesto es con mayor frecuencia escrito en 15/8.